# 마리안네 베르나도테
마리안네 베르나도테(Gullan Marianne, Princess Bernadotte, Countess of Wisborg, 1924년 7월 15일 ~ 2025년 5월 16일)는 스웨덴의 배우, 패션 아이콘, 자선가로, 1961년 스웨덴의 구스타프 6세 아돌프의 둘째 아들인 시그바르드 베르나도테와 결혼했다. 2016년 군닐라 베르나도트가 사망한 이후, 스웨덴의 국왕 칼 16세 구스타프의 마지막 생존 숙모이다. 그녀는 공식적으로 스웨덴 왕실에 포함되었고, 2022년 1월 23일에 97세 192일의 나이로 왕실의 기록상 가장 오래 생존한 구성원으로서 할란드 공작부인 릴리안을 능가했다.
베르나도테는 난독증, 신체 장애, 아이들의 눈 관리와 같은 원인들을 지원하는 그녀의 업적과 예술의 후원자로 유명하다. 그녀는 두 개의 명예 박사 학위를 받았다.